# Captador
Captador é um dispositivo que capta vibrações mecânicas geradas por um instrumento musical (geralmente de cordas, como guitarras, baixos, ou violinos), e as converte em sinais elétricos, que podem ser, posteriormente, processados, amplificados ou gravados.

## Captadores magnéticos
Captadores eletromagnéticos usam o principio da indução eletromagnética. O captador é composto por um ímã envolto por uma bobina de cobre, e se localiza cravado no corpo do instrumento, próximo às cordas. Quando as cordas vibram, ocorrem alterações no campo magnético gerado pelo ímã, e é gerada uma pequena tensão elétrica, cujo comportamento é análogo à vibração da corda. Dessa forma, o timbre é conservado. O sinal criado é conduzido pelos cabos até o equipamento de amplificação.
Como é necessário produzir uma variação no campo magnético, esse tipo de captador só funciona com cordas metálicas.
|                                                                 | | |
| Comparação dos captadores single (simples) e humbucker (duplo). | Forma como a vibração gerada por uma corda metálica altera o comportamento do campo magnético de um captador. | Captadores magnéticos de uma guitarra elétrica. Da esquerda para a direita, temos um Humbucker e dois Single Coils. |

### Tensão elétrica
As tensões liberadas pelos captadores variam em torno de 100 mV rms, mas podem chegar a mais de 1 V rms em alguns casos. Alguns captadores de alta tensão utilizam ímãs fortes para captar maiores variações no campo magnético. Em compensação, tais ímãs podem acabar atraindo demais as cordas, e reduzir suas vibrações, fazendo o som perder o sustain (sustentação). Outros captadores conseguem aumentar o sinal utilizando uma quantidade maior de voltas na bobina de cobre. Isso, porém, aumenta a resistência e a impedância, o que pode prejudicar as frequências mais altas.

### Timbre

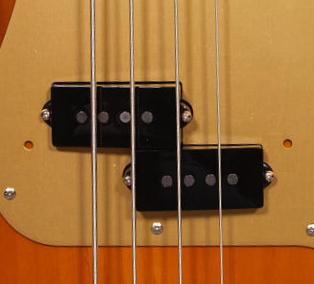
Captador de um baixo elétrico Fender.

As voltas do fio de cobre, quando próximas umas às outras, possuem uma capacitância própria, que, adicionada à capacitância do cabo, entra em ressonância com a indutância da bobina. Essa ressonância consegue acentuar determinadas frequências, e dar ao captador um timbre próprio bem notável. Com um grande número de voltas na bobina, é possível produzir maiores tensões elétricas, mas com isso, perde-se boa parte da ressonância. A impedância interna indutiva inerente desse tipo de captador o torna menos linear que os demais. Essa não-linearidade, no entanto, agrada algumas pessoas, e por isso, pode até mesmo ser considerada vantajosa.
A parte externa do captador geralmente é constituida por resistências (como os potenciômetros de volume e tom) e um capacitor no conector do cabo. A capacitância do cabo também é responsável por uma diferença notável no timbre, e não deve ser negligenciada. Essa disposição de componentes passivos forma um filtro passa-baixas de segunda ordem. Os captadores eletrônicos geralmente são feitos para trabalhar com altas impedâncias, tipicamente de 1 megaohm ou mais. Conectá-los diretamente a dispositivos com baixa impedância de entrada pode levar a corte nas frequências altas, por conta do efeito indutivo.

## Tipos de captadores magnéticos

### Single Coils
Os captadores single (captador de bobina simples) são os captadores mais simples existentes. Possuem uma haste para cada corda ou um único imã em barra, uma única bobina, e têm como caracteristica principal um som alto, limpo, e com bastante brilho. Em compensação, esse tipo de captador é o que apresenta maior ruído. São utilizados, principalmente, nas guitarras Fender.
|                                                         |                 |                                                           |
| Captador Lipstick ("batom") de uma guitarra Danelectro. | P-90 da Gibson. | Fender Stratocaster com seus três captadores single coil. |

### Humbuckers

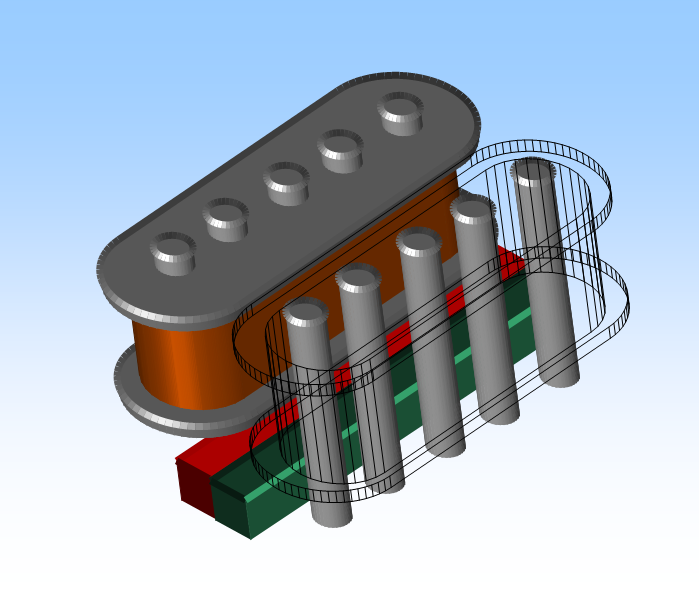
Estrutura do humbucker.

Todos os captadores magnéticos estão sujeitos a interferências eletrônicas emitidas por outros aparelhos. Em alguns casos, essas interferências podem causar muitos ruídos, e prejudicar bastante a qualidade do som. Pensando nisso, Seth Lover, funcionário da Gibson, criou um novo tipo de captador, denominado Humbucker.
Com suas duas bobinas, os Humbuckers são capazes de eliminar praticamente todos os ruídos anômalos causados pelos campos magnéticos do ambiente. São compostos por dois Single Coils, um ao lado do outro, com polaridades invertidas. Dessa forma, os ruídos captados por um single são eliminados pelo outro. O sinal musical também é reforçado, usando duas bobinas há uma mudança no timbre.
No humbucker coaxial (como os fabricados pela Seymour Duncan e outros), as bobinas não são montadas lado a lado e sim, sobrepostas. Desta forma, ele apresenta formato e dimensões semelhantes a de um captador de bobina simples (single coil). Isto é vantajoso, já que para instalar um humbucker coaxial no lugar de um single coil, não é necessário realizar adaptações no corpo do instrumento.
O captador humbucker tem um tom "gordo" e "pesado", normalmente de alto ganho, naturalmente associado às guitarras tipo Les Paul e SG, que são os modelos principais da fabricante Gibson, se contrapondo ao tom "limpo" e "brilhante" dos captadores Single Coil, das Strato e Telecasters.
|                |                                                                                   |                                             |
| Humbucker PAF. | Humbucker "aberto" ou "descoberto". Algumas vezes referido como "captador duplo". | Humbucker coaxial ou "stacked" (empilhado). |

## Captadores piezoelétricos

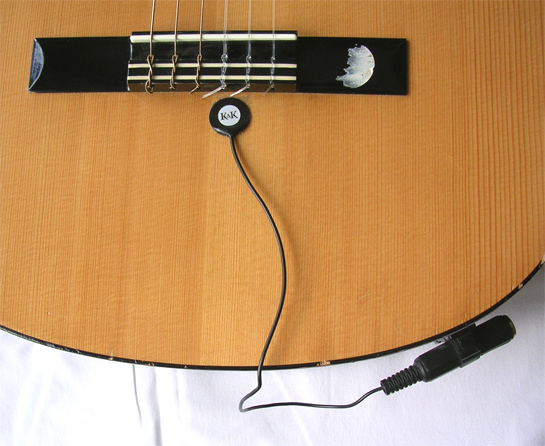
Violão clássico com um captador piezoelétrico.

Muito utilizado em instrumentos de cordas não-metálicas (nylon, vísceras), pois estas não influenciam de forma satisfatoria o campo magnetico. Ao invés disso, são utilizados captadores piezoelétricos. Esses captadores utilizam cristais — quartzo, titanato de bário, ou titanato de chumbo — que, quando submetidos à compressão, ou vibração, geram tensão elétrica entre suas extremidades. Eles possuem um timbre bem diferente, também têm a vantagem de não captarem campos magnéticos indesejáveis e produzem bem menos realimentações que microfones.
Diferente de alguns captadores magnéticos, os piezoelétricos funcionam com altíssima impedância, por isso, o uso de pré-amplificadores é essencial.
Geralmente os captadores piezoelétricos são posicinados abaixo da ponte do instrumento, e, muitas vezes, utilizam-se também os captadores magneticos, para produzir um som mais amplo, e realista.